# Mauricio Mafla
Mauricio Mafla (Palmira, Colombia; 9 de enero de 1984) es un futbolista colombiano. Juega como guardameta y actualmente es jugador libre.

## Trayectoria
Debutó en la B jugando para el Girardot FC, de allí pasa a la segunda B (Tercera división de Venezuela) donde juega para el UPEL Nacional Fútbol Club de la ciudad fronteriza de San Antonio del Táchira en la primera parte del torneo quedan de primeros pero amedida que avanzó el torneo quedaron muy lejos del título. Regresa a Colombia en 2007 para jugar con el Real Santander de la ciudad de Florida Blanca donde permanece 6 meses y regresa al fútbol venezolano donde militó en Guaros FC y Trujillanos hasta finales del 2008 luego de 2 años y medio en el fútbol extranjero regresa a Colombia para consagrarse y ser figura con el Cortulua jugando para el equipo corazón del valle convirtió 2 goles (Al Depor y Al Universitario de Popayán) entre 2009 (logrando aquí el ascenso del 2009) y 2014 gue figura del club.
En el 2015 ficha por el Deportivo Coopsol de Chancay para afrontar la Segunda División peruana club con el cual logró una destacable campaña quedando 4.º puesto a pocos puntos del ascenso, luego tuvo un paso por Deportivo Pereira el 2016 y el Cúcuta Deportivo el 2017 donde sería titular indiscutible.
El 2018 volvería al Deportivo Coopsol con el fin de lograr ascender, sin embargo esto no se lograría tras no quedar entre los 8 primeros, perdiendo la oportunidad de participar en la Ronda Final, tras no lograr ascender y no renovar el 2019 llega al Cultural Santa Rosa.

## Clubes
| Club                | País                | Año                 | Partidos | Goles' |
| ------------------- | ------------------- | ------------------- | -------- | ------ |
| Girardot FC         | Colombia            | 2006                | 1        | 0      |
| UPEL San Antonio    | Venezuela           | 2006                | ?        | 0      |
| Real Santander      | Colombia            | 2007                | 3        | 0      |
| Guaros              | Venezuela           | 2007-2008           | 6        | 0      |
| Trujillanos         | Venezuela           | 2008                | ?        | 0      |
| Cortuluá            | Colombia            | 2009-2014           | 174      | 2      |
| Deportivo Coopsol   | Perú                | 2015                | 18       | 0      |
| Deportivo Pereira   | Colombia            | 2016                | 34       | 0      |
| Cúcuta Deportivo    | Colombia            | 2017                | 41       | 0      |
| Deportivo Coopsol   | Perú                | 2018                | 21       | 0      |
| Cultural Santa Rosa | Perú                | 2019 - 2020         | -        | -      |
| Total en su carrera | Total en su carrera | Total en su carrera | 298      | 2      |

### Goles
| #  | Fecha                 | Lugar                   | Partido                             | Competición        | Tipo de Jugada | Gol | Resultado |
| -- | --------------------- | ----------------------- | ----------------------------------- | ------------------ | -------------- | --- | --------- |
| 1º | 22 de febrero de 2012 | Estadio Doce de Octubre | Cortuluá - Atlético                 | Copa Colombia 2012 | Penal          | 1-0 | 2-1       |
| 2º | 29 de mayo de 2013    | Estadio Ciro Lopez      | Universitario de Popayán - Cortuluá | Copa Colombia 2013 | Penal          | 2-2 | 2-2       |

## Palmarés

### Campeonatos nacionales
| Título    | Club     | País     | Año  |
| --------- | -------- | -------- | ---- |
| Primera B | Cortuluá | Colombia | 2009 |